# Jikustik
Jikustik es una banda musical de género pop y rock formada en Yogyakarta, Indonesia, en 1996. El grupo está integrada por el voalista Brian, el guitarrista, keyboadist Adhit y el baterista Carlo.
Jikustik se hizo conocer, con una de sus canciones que han tenido éxito como "Seribu Tahun Lamanya", "Malam", "Setia", "Maaf", "Puisi" y "Pulanglah Padanya". Su primer álbum titulado "Seribu Tahun" (Mil Años), fue lanzado en el 2000.

## Discografía
| Año  | Álbum                     |
| ---- | ------------------------- |
| 2000 | Seribu Tahun              |
| 2001 | Seribu Tahun Repackage    |
| 2002 | Perjalanan Panjang        |
| 2003 | Sepanjang Musim           |
| 2004 | Pagi                      |
| 2005 | Kumpulan Terbaik Jikustik |
| 2006 | Siang                     |
| 2008 | Malam                     |
| 2011 | Kembali Indah             |